# Klaus Ludwig
Klaus Ludwig (Bonn, 1949. október 5. –) német autóversenyző. Három alkalommal nyerte meg a Le Mans-i 24 órás autóversenyt, ezért, valamint egyéb túraautós és sportautós sikereiért kapta a König Ludwig (Ludwig király) becenevet.

## Pályafutása
1979-ben, két amerikai, Don Whittington és Bill Whittington társaként megnyerte a Le Mans-i 24 órás versenyt egy Porsche 935-el. Klaus további két évben, 1984-ben és 85-ben is megismételte sikerét, szintén a Porsche gyár autójával.
Az 1987-es túraautó-világbajnokságon az Eggenberger Motorsport csapatával vett részt. A szezont végül a második helyen zárta pontegyenlőséggel a német Klaus Niedzwiedz-el, és mindössze egy pont hátrányban a bajnok olasz Roberto Ravaglia-tól. 1988-ban, 1992-ben, majd 1994-ben megnyerte a német túraautó bajnokságot, 1998-ban pedig az FIA GT bajnoka volt.

## Sikerei
- Le Mans-i 24 órás autóverseny
  - Győzelem: 1979, 1984, 1985
  - Második: 1988
- FIA GT
  - Bajnok: 1998
- Német túraautó-bajnokság
  - Bajnok: 1988, 1992, 1994